# Pielinen-Karelien

Lage von Pielinen-Karelien

Die Verwaltungsgemeinschaft Pielinen-Karelien (finnisch Pielisen Karjalan seutukunta) ist eine von drei Verwaltungsgemeinschaften (seutukunta) der finnischen Landschaft Nordkarelien. Zu ihr gehören die folgenden zwei Städte und Gemeinden:
- Lieksa
- Nurmes